# Santa Maria da Graça
Santa Maria da Graça és una freguesia portuguesa del municipi de Setúbal, amb 0,75 km² d'àrea i 5,340 habitants (2001). Densitat: 7 120,0 hab/km².

## Patrimoni
- Portal da Gafaria.
- Muralles de Setúbal.
- Església de Santa Maria da Graça, la catedral de Setúbal.